# Haferbreite
Die Haferbreite ist eine ehemalige Kolonie der Hansestadt Stendal in der Altmark. Sie liegt auf halbem Weg zwischen der Stendaler Innenstadt und dem Stadtforst.

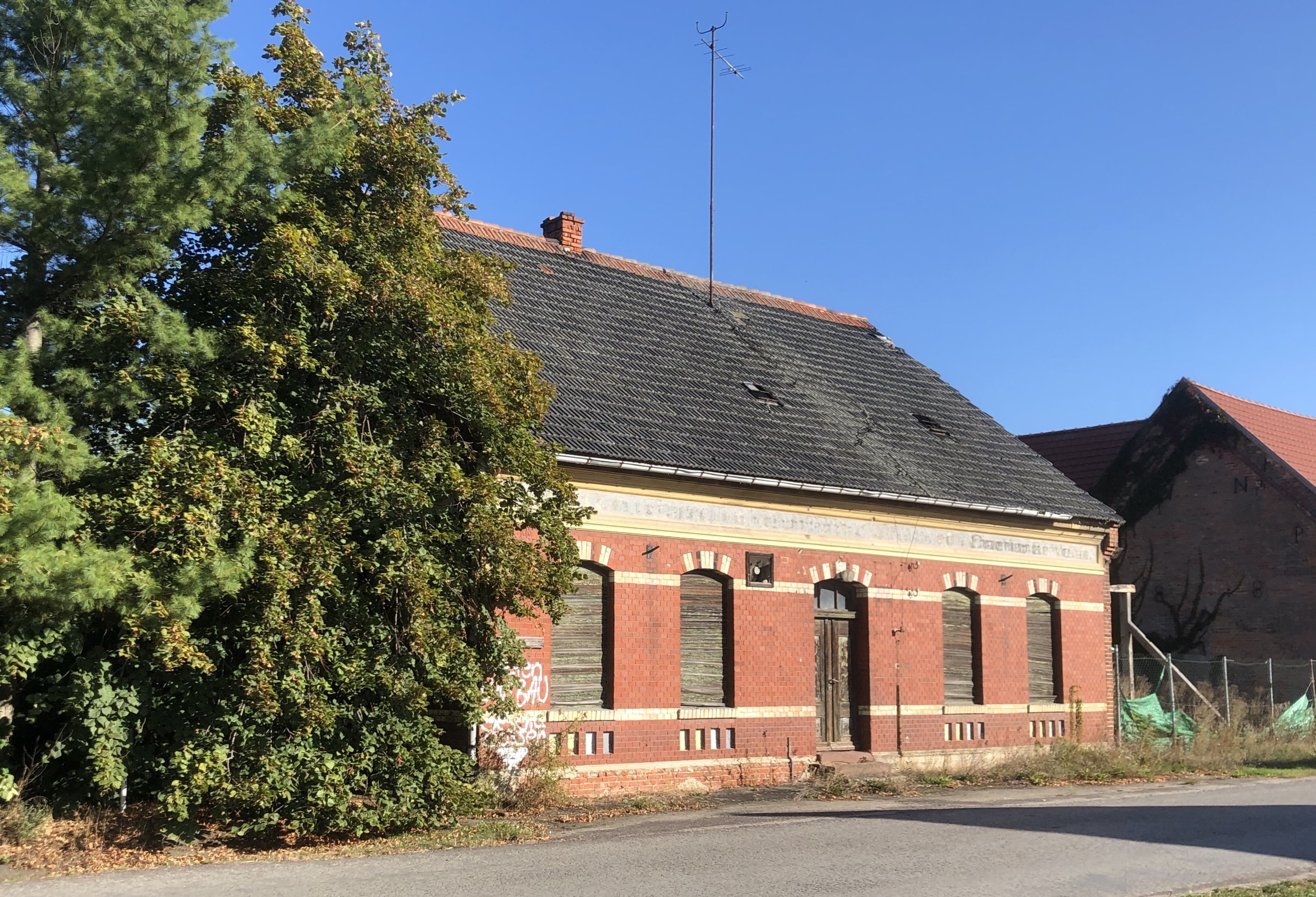
Die verlassene Gaststätte Zur guten Stunde in der Haferbreite 2

## Geschichte
In einer Königlichen Verfügung vom 17. März 1770 befahl Friedrich der Große die Urbarmachung der Märsche – es ist „zwischen Stendal und Arneburg eine gemeine Hüthung oder so genannte Mäsche… Diese Mäsche wird aber ungleich beßer zu nutzen seyn, wenn solche Uhrbahr gemachet wird“. In einem Schreiben vom 13. Juni 1770 erhielt die Kammerdeputation in Stendal den Befehl, die Sache zu beschleunigen. Es kam die Idee auf, zum Nutzen der Stadt und der dortigen wüsten Hausstellen, auf der Märsche eine Kolonie oder Holländerei anzulegen. Auf die geplante Urbarmachung wurde verzichtet.
Im Jahr 1777 hatte die Stadt dem Kanzleidirektor bei der Kurmärkischen Kriegs- und Domänenkammer Falckenberg das ihr gehörende, „Haferbreite“ genannte Grundstück in Erbpacht gegeben. Auf Grund einer Königlichen Verfügung vom 10. September 1782 wurden von Falckenberg dort acht Familien abgedankter Soldaten als Büdner angesiedelt. Zu Ehren des Königs wurde die neue Kolonie „Friedrichsgnade“ genannt. Der neue Name ist bald wieder in Vergessenheit geraten.
Die Haferbreite bildete, obwohl zur Stadt gehörig, einen besonderen Verwaltungsbezirk, dessen Leitung ein als Schulze bezeichneter Ortsvorsteher hatte, der auf Vorschlag des Magistrats von den Stadtverordneten gewählt wurde.
1793 nutzte der Kreisgärtner auf der Haferbreite, der die Maulbeerbaumplantage der Bürger gepachtet hatte, die große Seidenbaustube zur Bewirtung von Gästen.
Später siedelte sich die Gaststätte „Zur guten Stunde“ am östlichen Rande der Kolonie an, welche bis in die 1980er Jahre in Betrieb war. Lange Zeit führte nur ein Feldweg von Stendal aus zur Siedlung. Erst im Laufe der Zeit ist die ehemalige Kolonie mit der Kernstadt Stendal verschmolzen. Der Haferbreiter Weg führt direkt von der Stadt aus in die Haferbreite.
Am 2. September 2022 wurde die „Grundschule Haferbreite“ im Haferbreiter Weg eröffnet.

## Vorgeschichte
Im Jahre 1918 wurde berichtet, dass bei Gartenarbeiten am Ostausgang der Kolonie Haferbreite Reste einer Siedlung entdeckt wurden. Aufgrund der gefundenen Scherben in Masse, Form und Schmuckmustern wurde die Siedlung in die Völkerwanderungszeit datiert. Außerdem fand sich eine aus einem Röhrenknochen hergestellte Spitze.

## Religion
Die evangelischen Bewohner wurden der Kirchengemeinde St. Jacobi (Stendal) zugeordnet, in deren Kirchenbüchern sie seit 1784 aufgeführt wurden.

## Wirtschaft
Seit 1925 befindet sich in der Haferbreite der Trainingsplatz des Stendaler Dienst- und Gebrauchshundesportverein Haferbreite.